# Starowice (województwo zachodniopomorskie)
Starowice – wieś w Polsce położona w województwie zachodniopomorskim, w powiecie szczecineckim, w gminie Borne Sulinowo.
Według danych z 1 stycznia 2011 roku wieś liczyła 59 mieszkańców. 